# قائمة الحلويات العربية
حلويات المشرق والمغرب العربي أو الحلويات المشرقية والمغاربية، أو الحلويات الشرقية والمغربية أو الحلويات العربية أو حلويات الجنوب المتوسطي أو حلويات الشرق العربي وشمال إفريقيا، هي أنواع الحلويّات ذات الأصول العربيّة والإسلامية في منطقة شمال إفريقيا والشرق الأوسط، والتي كانت تحضّر منذ القدم، ولا زالت تحضر حتّى أيّامنا هذه حتّى مع وجود أنواع كثيرة من الحلويّات الغربية، ومن أشهرها الكنافة، وبلح الشام، والمهلبيّة، والهريسة وغيرها الكثير، ولمساعدة ربّة المنزل في تحضير أشهى الحلويات الشرقيّة بطريقتها الصحيحة سنتطرق إلى بعض الطرق. تُعتبر الحلويات الشرقيّة من أكثر الحلويات طلباً من قبل الناس، وذلك لسهولة تحضيرها، ومذاقها الحلو، وتعتمد هذه الحلويات على كميات بسيطة من المكوّنات التي يمكن أن تتواجد في أي منزل، وتحتوي على مصادر غذائيّة مهمة للجسم، وتعد السكريات أهم هذه المكوّنات لما لها من فوائد كثيرة للجسم، لأنها تمده بالطاقة اللازمة لممارسة الحياة الحيويّة، ويكثر تحضير هذه الحلويات في شهر رمضان المبارك، وخصوصاً في بلاد الشام. لطالما امتازت دول الوطن العربي وتحديداً بلاد الشام بالحلويات الشرقية التي أضافتها لقائمة أطباق الحلويات العربية، حيث استطاعت أن تحظى هذه الأصناف من الحلويات الشرقية بإقبال كبير، وأصبحت هناك محلات منتشرة في معظم الدول العربية وفي دول الاغتراب تختص بتحضير الحلويات الشرقية، والتي لك أن تلحظ تنوع أصنافها وأشكالها ومذاقها عند دخولك لهذه المحلات. وبعيداً عن عالم الأسواق ومحلات الحلويات اخترنا أن نقدّم لك طريقة إعداد مجموعة من أصناف الحلويات الشرقية منزلياً.

## حلويات المشرق العربي
تعتبر الحلويات الشامية من أشهر أنواع الحلويات وخاصةً في الوطن العربي إذ تشتهر بطعمها اللذيذ وطريقة صنعها المتقنة، واعتمادها على تنوّع المكوّنات الداخلة في صنعها، واعتماد أصحاب الصنعة على إدخال المكسّرات التي تضيف طعماً رائعاً للأطباق، ومن أهمّ الحلويّات الشامية التي اشتهرت المنطقة بها البقلاوة بالفستق الحلبي، والغريبة بالفستق الحلبي، فنجد الكنافة بكل أنواعها من أشهر الحلويات الشامية والهيطلية و العوامة والمعمول بالإضافة إلى البسبوسة والقطايف.أما بالنسبة لتركيا فيعتبر المطبخ التركي من المطابق العريقة؛ فهو يتميّز بتنوّع أطباقه الشهيّة، واختلاف طرق إعدادها. تأثّر المطبق التركي بالكثير من الأطباق العربيّة، والفارسية؛ بسبب سيطرته على هذه الدول في تلك الفترة، وتشتهر تركيا بصنع الحلويات التي تمتلك مصدراً غذائياً مهماً لجسم الإنسان، وتتميّز هذه الحلويات بسهولة تحضيرها خلال وقتٍ قصير، بالإضافة إلى أنّها تمد الجسم بالطاقة اللازمة لعمليّاته اليوميّة
| الحلوى          | دول تشتهر بها | صورة    |
| --------------- | --- | ------- |
| بقلاوة/جلاش     | تركيا . إيران 🇪🇬 مصر . العراق . أرمينيا.الشام. أذربيجان. اليونان. تونس. الجزائر |         |
| بقلاوة/جلاش     | نسخن الفرن على درجة حرارة مئتين درجة مئوية، ونحضر صينية مستديرة بمقاس عشر بوصات. نحضّر وعاءً صغيراً ونضع الزبدة أو السمن ونسخنهما على نار هادئة حتى تذوب. نحضّر فرشاة عريضة ونخرج العجينة من العبوة ونغطيها بفوطة نظيفة حتى تجف أثناء التشكيل. نحضّر ورقتين من الكلاج وبواسطة الفرشاة نمسحها بقليل من الزبدة ونضعها في الصينية. نكّرر العملية إلى أن ينتهي نصف مقدار العجينة. نضع في طبق عميق الفستق والسكر وماء الزهر ونقلبهم، ثم نوزعه فوق البقلاوة. نمسح باقي الرقاقات بخليط الزبدة ونضعها فوق الحشوة. نقطع البقلاوة حسب الرغبة ونضعها في الفرن لمدة ثلاثين دقيقة إلى أن تصبح ذهبية اللون. نخرج البقلاوة من الفرن ونسكب القطر عليها وهي ساخنة ومن ثم نعيد تقطيعها ونقدمها |         |
| كنافة           | سوريا. لبنان. فلسطين. الأردن . العراق. تركيا. مصر. إيران |         |
| كنافة           | نقطّع الجبنة إلى قطع صغيرة ونضعها في وعاء، ثمّ نُضيف لها كمّيّة من الماء، ونتركها منقوعة حتّى تصبح حلوة. نصفّي الجبنة من كلّ كمّيّة الماء الموجودة فيها. نضع عجينة الكنافة في محضّرة الطعام، ونفرمها فرماً ناعماً. نضع العجينة في وعاء، ونُضيف لها ثلاثة أرباع كوب من السمنة، ونفركها جيّداً حتّى تتشرّبها. ندهن الصينيّة بنصف كوب من السمنة، ثمّ نضع عجينة الكنافة، ونرصّها جيدّاً. نضع الصينيّة على الغاز بشرط أن تكون درجة الحرارة عالية ونستمر بتحريك الصينيّة أثناء وجودها على الغاز كي تحمرّ من جميع الجهات. بعد أن تصل إلى درجة اللّون المطلوبة، نضع الجبنة ونرصّها، ونبقيها على النار حتّى تذوب الجبنة تماماً. نرفع الصينيّة عن النار ونسكب عليها القطر مباشرة وهي ساخنة. نقطّعها مربّعات، ونقدّمها ساخنة. |         |
| مهلبية أو محلبي | سوريا . فلسطين . مصر . الجزائر . ليبيا . الأردن . العراق |         |
| مهلبية أو محلبي | نقوم بتذويب النَّشا في كوب من الحليب البارد . في قدر على النّار ضعي كميّة الحليب كاملة ونضيف السّكر والمستكة ثم نقلب المزيج حتّى يذوب السُّكر . نضع كوب الحليب البارد المُذوَّب بالنّشا تدريجياً إلى الحليب مع التّقليب المستمر حتّى لا يتكتَّل الحليب . نضع علبة القشطة ثم نستمر في التّقليب حتّى يثخن الحليب ويُصبِح قوامه كريمي . نضيف ملعقة من ماء الورد أو الزَّهر حسب الرغبة ثم أطفئي النّار عند بداية مرحلة الغليان وظهور الفقاعات . نصب المهلبيّة في كاسات أو صحون التّقديم ونزينها بزهر الليمون والمكسرات المحمَّصة المطحونة. |         |
| المعمول         | العراق . الأردن. لبنان . سوريا. الجزائر |         |
| المعمول         | أضف السكر والزبدة في وعاء بحجم مناسب واخلطهما جيداً حتى يتجانسا معاً ويتماسكا، ثم أضف بيضة إلى المزيج ثم اخفقها حتى يتماسك المزيج معاً، ثم أضف البيضة الأخرى واخفقها مع المزيج حتى تتماسك. أضف في وعاء آخر الطحين، والشومر، والكركم، ورشة من الملح، والبيكنج باودر، والنشا، والحليب، واخلط المكونات معاً ثم نخّلها بتمريرها من خلال مصفاة (غربال) حتى تتخلص من أي كتل غير مرغوبة ويسهل خلط المكونات في العجين. أضف المكوّنات الجافة إلى الوعاء الأول الذي يحوي السكر، والزبدة، والبيض بالتدريج، واعجن المكوّنات معاً وأضف بعض الماء الدافئ أثناء العجن حتى يتماسك العجين ويصبح طرياً ولكن دون أن يكون لزجاً. غطّ الوعاء واترك العجين لمدة عشرة إلى خمسة عشرة دقيقة ليرتاح قبل البدأ بعمل المعمول. اعجن السمنة مع معجون التمر منزوع النواة في وعاء بحجم مناسب حتى يصبح طرياً وسهل التشكيل، فكلما أضفت كمية أكبر من السمنة إلى معجون التمر أصبح أطرى وأسهل للتشكيل لذلك يمكنك تعديل الكمية السمنة بحسب الرغبة. شغّل الفرن على درجة حرارة 180 درجة سيليزية ليسخن قبل وضع الكعكات فيه. شكّل العجين على شكل أصابع ثم رُقها على شكل شرائح مستطيلة الشكل، ثم قم بعمل أصابع من معجون التمر واحشُها داخل شرائح العجين المستطيلة، بإغلاقها حول إصبع معجون التمر، ثم صل الطرفين ببعضهما البعض حتى تصبح الكعكة بالشكل المعتاد على شكل حلقة من العجين محشوة بمعجون التمر. كرر الخطوة السابقة حتى ينفذ العجين، ثم ضع الكعكات في صينية للفرن وضعها في الفرن الساخن على الرف المتوسط في الفرن حتى لا تحترق أثناء خبزها، واتركها لمدة عشرين إلى ثلاثين دقيقة حتى تنضج ويعتمد الوقت على حجم الكعكات، فكلما كانت أصغر استغرقت وقتاً أقل لتنضج. تقدم كعكات معمول التمر بدرجة حرارة الغرفة مع كوب من القهوة أو الشاي، ومغطاة برشة من السكر المطحون الناعم بحسب الرغبة. |         |
| لقيمات/زلابية   | العراق . سوريا. تركيا . الجزائر . اليونان 🇪🇬 مصر |         |
| لقيمات/زلابية   | قم بإضافة الماء ومزيج الخميرة والملح إلى الدقيق قم بعجن الخليط حتى يتجانس ويصبح لينا ومتماسكا، واترك العجينة لمدة نصف ساعه حتى تتخمر ابدأ في تشكيل العجينة على شكل كرات صغيرة بواسطة ملعقة صغيرة مبلولة بالماء حتى لا تلتصق بها العجينة، وقم بوضعها في الزيت الساخن قم بتحريك الكرات بملعقة خشبية باستمرار حتى تحمر الكرات من جميع الجهات قم بإخراج الكرات من الزيت بواسطة الكفكير أو ملعقة مشبكة، ثم ضعها في القطر البارد مع التقليب حتى تتشرب بالقطر |         |
| ليالي لبنان     | لبنان | لا يوجد |
| ليالي لبنان     | ضع الماء في وعاء على النار حتّى يصبح دافئاً، ثمّ أضيفي السكّر له وحرّكيه حتّى يذوب تماماً. أضيف الحليب الباودر، ثمّ خفّفي حرارة الغاز للوسط لتجنّب حرق الحليب والتغيير في طعمه، مع التحريك المستمر للحليب. ضع السميد على الحليب مع التحريك المستمرّ، مع الحفاظ على اتّجاه التحريك، وتجنّب تكوّن الكتل التي تُفسد الطعم. استمر بالتحريك حتّى تصدر بعض الفقاعات، أحضري المستكة، ثمّ اخلطيها مع النشا في كأس ثمّ أضيفي إليه القليل من الماء البارد، ثمّ حركي حتّى يذوب النشا. أضيف خليط النشا والمستكه للسميد، وحرّكي بشكل سريع حتّى تتجانس كلّ المكوّنات مع بعضها البعض قبل أن تزيد كثافتها وتتجمّد. استمرّ في التحريك، ثمّ أضيفي الفانيلا، وماء الزهر، وحرّكي حتّى تتجانس المكوّنات. اسكب الخليط في صينيّة مفرودة تتّسع في الثلاجة، ثمّ ضعيها لتبرد بدرجة حرارة المطبخ، بعد ذلك ضعيها في الثلاجة لتتماسك بشكل جيّد. أحضر الكريمة الباودر، وقومي بتحضيرها حسب الطريقة المدوّنة خلف الغلاف، ثمّ أضيفي علبة القشطة لها وأعيدي الخفق مرّة أخرى على سرعة عالية حتّى تتجالنس وتصبح ذات قوام كثيف. خرجي الصينيّة من الثلاجة، ثمّ أسكبي خليط الكريمة عليها، وافرديه بعد ذلك بواسطة ملعقة مفرودة على كامل الصينيّة. أحضر الفستق الحلبيّ المجروش ورشّيه على كامل الصينيّة بشكل جميل ومرتّب على ذوقك الخاصّ، يمكن أن نضع القليل من جوز الهند والزبيب حسب الرغبة. أعد الصينيّة إلى الثلاجة لمدّة ساعتين حتّى تتماسك الكريمة ويسهّل تقطيعها بشكل مرتّب ومنظّم لعدم فساد الشكل عند التقديم وأثناء التقطيع. قدّم ليالي لبنان الباردة مع إضافة القطر عند التقديم فقط، وذلك لأنّ إضافة القطر على كامل الصينيّة قبل موعد الضيافة يعمل على تشقّق طبقة الكريمة ممّا يؤدّي لتشرّب السميد للقطر ويقلّل من تماسكها ويزيد من حلاوتها.                                                                                 |         |
| بسبوسة          | العراق . سوريا. لبنان. فلسطين. الأردن . مصر. الجزائر |         |
| بسبوسة          | قم بوضع المكوِّنات الجّافة في وعاء وقم بتقليبها جيداً . ثمَّ قم بوضع المكوِّنات الساّئلة وقومي بالتقليب حتى تمتزج . قم بصبِّ الخليط بصينيّة مدهونة بقليلٍ من الطّحينيّة . قم بتزيينها بشرائح اللوز . إخبزها على درجة حرارة 180 درجة مئويّة لمدّة 35 دقيقة . أخرجها وقم بصبِّ القطر البارد عليها وهي ساخنة . قم بتقطعها وقدِّميها . |         |
| قطايف           | الشام |         |
| قطايف           | تصنع العجينة من الدقيق والحليب ويضاف إليها القليل من الملح وبكربونات الصوديوم ونصف كوب من اللبن الرائب. تضرب بالخلاط وتترك لمدة نصف ساعة تقريباً، تكون العجينة متجانسة ورخوة، تسكب على شكل اقراص دائرية بحجم كف اليد تقريباً على صفيحة ساخنة، تخبز من جهة واحدة فقط. تقدم القطايف بارده ومحشوة بالجوز والسكر وماء الزهر او بالقشطة. تحشى الأقراص ذات الحجم العادي عادة بالجبنة المحلاة أو بالجوز المطحون مع سكر وقرفة، أو بالفستق الحلبي. وهناك حشوات أقل شهرة مثل الحلاوة مع الصنوبر المقلي (وتسمى "حيلوزية" نسبة لمخترعها) أو الزبيب أو اللوز أو البندق أو الفول السوداني، ثم تطوى وتطبق أطرافها فتصبح نصف دائرية. هناك حشوة مشهورة في غزة وهي القشطة مخلوطة بجوز الهند المبشور والزبيب. وبعد الحشو والاغلاق يضاف القليل من الزبدة وتوضع في فرن حرارة متوسطة حتى تحمر قليلا ثم يضاف اليها الشراب (القطر) المحلى أو العسل وتؤكل |         |
| زنود /رموش الست | العراق .الشام ومصر | لا يوجد |
| زنود /رموش الست | إخلط النشأ مع نصف كمية من الحليب، وحركي حتى يذوب النشأ بالكامل، ثم اتركيه جانباً لحين استخدامه. اخلط كمية الحليب المتبقية مع الدقيق والسكر في وعاء عميق وحركيهم جيداً حتى تذوب المكوّنات ثم ارفعيه على نار متوسطة واستمري بالتحريك حتى يغلي الحليب. اسكب خليط الحليب والدقيق فوق خليط الحليب والنشأ، ثم ضعيه على نار هادئة واستمري بالتحريك حتى تتكاثف المكونات جيداً ويبدأ بالغليان، اتركيه يستمر في الغليان لمدة دقيقة أو دقيقتين مع التحريك المستمر، ثم أضيفي القشطة اليهن ثم أضيفي ماء الورد وماء الزهر، وانزليه عن النار وضعيه جانباً حتى يبرد قليلاً ثم أدخليه الثلاجة حتى يجمد. أحضري عجينة الجلاش وادهنيها بوساطة الفرشاة بخليط الزيت والزبدة من كل الجهات وصُّفي جميع القطع المدهونة فوق بعضها البعض، ثم اقطعيها على شكل مستطيل حسب الحجم الذي ترغبين به. رتّ قطع المستطيلات فوق بعضها بحيث يكون الأول بشكل طولي والآخر بشكل عرضي، ثم ضعي القليل من الحشوة ثم لفي المستطيل الموضوع بالعرض بالمستطيل الموضوع بالطول، واغلقي الحواف بالقليل من خليط الدقيق والماء. سخّن الزيت في مقلاة عميقة على حرارة متوسطة، ثم اقلي حبات زنود الست حتى تتحمر من كل الجهاتن ثم أخرجيها وضعيها على أوراق المطبخ لتتصفى. غطّس حبات زنود الست بالقطر الجاهز لديك واترك ها لثواني حتى تتشرب من القطر، ثم اخرجيها وضعيها في طبق التقديم مع تزيينها بالفستق المطحون وزهر الليمون. |         |
| حلاوة الجبن     | سوريا. لبنان | لا يوجد |
| حلاوة الجبن     | يمزج الماء والسكر في وعاء على النار. يضاف السميد عند الغليان بشكل تدريجي مع التحريك. المستمر، بعدها يضاف الجبن وماء الورد. يحرك الخليط حتى يتجانس ثم يرفع عن النار. يوضع القليل من الماء على طاولة التحضير ثم نبدأ بفرد العجينة حتى ترق. تقطع بعدها إلى مستطيلات ثم تحشى بالقشدة وتلف. تزين بالفستق الحلبي وزهر الليمون. |         |
| بلح الشام       | سوريا . مصر . تركيا. العراق.الشام |         |
| بلح الشام       | ينخل الدقيق ثم تضاف إليه ذرة الملح. . نضع في قدر كوب الماء وملعقة الزيت أو الزبدة ثم نرفعها على النار وعندما تبدأ في الغليان نضيف الدقيق دفعة واحدة ثم نهدأ النار ونقلب بسرعة حتى يتجمع العجين ولا يترك أثر في جوانب القدر ثم نرفعه من على النار. نتركه يهدأ نصف ساعة ثم نضع عليه بيضة ونقلب حتى يمتزج الجميع ثم نضع بيضة أخرى ونقلب حتى يمتزج الجميع ثم نضع البيضة الثالثة ونقلب حتى يمتزج كل العجين مع بعضه.أما عن القطر نضع في قدر 3 كوب سكر وكوب ونصف ماء ونرفعه على النار وعندما يبدأ في الغليان نضيف ملعقة صغيرة عصير ليمون ونتركه يغلي 10 دقائق على نار هادئة ثم نضيف ملعقة صغيرة من الفانيليا ونرفعه من فوق النار ونتركه ليبرد ويكون هذا قبل عمل عجينة بلح الشام (عجينة الشو). نضع في مقلاة عميقة زيت غزير للتحمير ويسخن جيدا ثم نضع عجينة الشو(بلح الشام) في كيس به بلبلة وعندما يسخن الزيت نضغط على الكيس فينزل بلح الشام ونقطعه بحرف سكين حسب الطول المرغوب فيه لينزل في الزيت الساخن، نكرر ذلك حتى ينتهي مقدار العجين. نقلب بلح الشام حتى يصفر لونه ثم نرفعه في مصفاة أولا حتى يصفى منه الزيت ثم نضعه في الشراب البارد (القطر) ثم بعد خمس دقائق نرفعه في مصفاة أخرى ليصفى باقي القطر منه ويوضع في طبق التقديم ويرش بالفستق الحلبي المفروم ناعما او جوز الهند ويؤكل باردا. |         |
| هيطلية          | سوريا . الأردن. فلسطين . لبنان | لا يوجد |
| هيطلية          | نضع الحليب السائل في قدرٍ على النار مع التحريك مستمر إلى أن يبدأ بالغليان . نذوّب كميّة نشا الذرة في القليل من الماء " نصف كوب ماء فقط ". نضيف النشا المذاب على الحليب المغلي مع ضرورة استمرار التحريك السريع للقدر وعلى درجة حرارة متوسّطة إلى أن يصبح الحليب كثيفاً سميكاً كالكاسترد وكثير الفقاعات. نطفئ النار تحته، ونضيف ملعقةً كبيرةً إلى ملعقتين من ماء الورد مع تحريك الحليب جيّداً. نسكب الحليب المكثّف في صينيّة من البايركس "صينية زجاجية تتحمّل الحرارة" ويترك حتى يبرد قليلاً . نضيف ماءً بارداً جداً على سطحه بلطف، ثم نضع الصينية في الثلاجة . نحضّر شربات الحليب المقطّر وذلك عن طريق خلط الحليب السائل مع كميّة من السكّر، ونستمر بالتحريك حتى يذوب السكر بشكلٍ كامل. نخرج الصينية بعد تبريدها جيّداً في الثلاجة، ثمّ نقطّع الهيطلية إلى مكعّبات متوسطة الحجم، ونضعها في طبق التقديم، ثمّ نضيف فوقها الحليب المقطّر مع الآيس كريم "فانيلا أو حليب" . نرش عليها مجروش الفستق الحلبي أو اللوز بشكلٍ جميل، ونقدّمها باردةً للضيوف. |         |
| أم علي          | مصر. سوريا. السعودية.الشام |         |
| أم علي          | نفرد العجينة على الصينية، وندخلها إلى الفرن لمدة 15 دقيقة. بعد خبز العجينة، نفتتها على الصينية ونضع اللوز المحمص والزبيب و جوز الهند ونخلط المقادير، بعد ذلك نضيف 2\1 كوب من الفستق الحلبي. بعد طبخ الحليب على النار، نضيف السكراليه ونحرك، نضيف مزيج الحليب على الصينية بالتساوي، نضيف القشطة ونوزع قدر الامكان على كل الجهات، نزين بالفستق الحلبي، وندخلها إلى الفرن لمدة ربع ساعة على درحة حرارة 250 حتى يغلي ونقدمها. |         |
| حلوى بحرينية    | البحرين و باقية الخليج العربي |         |
| حلوى بحرينية    | يُنقع في ماء الورد الزعفران، الهيل المطحون، الزيت والملون الغذائي. في وعاء عميق، يُخفق النشا مع الماء جيداً. في قدر واسع على النار، يوضع السكر ويُحرك حتى يحمر. يُسكب خليط الماء والنشا فوق السكر ويُحرك بسرعة حتى التجانس. يُضاف ماء الورد المنقوع، يُترك الخليط على النار مع التحريك من حين إلى آخر حتى يسمك. تُضاف المكسرات ويقلب الخليط ثم يُترك على النار حتى يصبح كثيفاً كالعلكة. |         |

## حلويات المغرب العربي
المغرب دولة عربيّة تشتهر بما يميّزها سواء من عادات وتقاليد مغربيّة، أو حتى لهجة مغربيّة، وتتميّز كذلك بمأكولاتها وحلوياتها اللذيذة حيت أن الحلويات المغربية تمزج بين حلويات الغربية والشرقية ، والتي لم تنتشر كثيراً إلّا بعد عهد المواقع الإلكترونيّة وصفحات التواصل الاجتماعي؛ بحيث استطاع المغربيّون أن ينشروا الكثير من وصفاتهم وطرق تحضيرها، وفي بلاد المغرب الأقصى يتميز هناك أنواع كثيرة من الحلوى وهما كعب الغزال فقص، غريبة، وحلو سلو المغربي...و تقدم في المناسبات الخاصّة مثل حفلات الزفاف، أي الأعراس المغربية، وكذلك في مناسبات دينية، كما أنها جزء من حياة المغاربة، حيت أنها تقدم مع الشاي المغربي سوء يوميا أو في حفلات الشاي عند استضافة الضيوف. يعتبر المطبخ التونسيّ من المطابخ العربيّة التي تشتهر بأطباقها الخاصّة ذات النّكهة المميّزة، ومن تلك الأطباق: حلوى الحلزون، وكوكياج أو عجينة الّلوز، والكعيكعات، والطّربوش، واليويو التّونسيّ الشّهير، والمعشعش، وغيرها الكثير من الاطباق التي تُقدّم في المناسبات الخاصّة والعامّة، والحلويات الجزائريّة تمتاز بمزجها البديع ما بين الحلويّات الشرقيّة والحلويات الغربيّة ، وكان لهذا التّناغم البديع في الثقافيتين في أساليب الطهو عموماً من حيث الشكل والطعم وطريقة التّقديم ، فالمكوّنات التي فيها يعرف نصفها الإنسان الشرقي ، والإنسان الغربي يعرف نصفها الآخر ، فتناولها لا يخلو من غرائبيّة وحميميّة بآن معاً ، غرائبيّة محمودة ، وحميميّة معروفة ، فتأكلها وتشعر أنّها تجمع في طيّاتها من اللّذائذ من كل قطر أغنية ، ومن جرّبها مرة ، اشتهاها كل مرة ، وسنعرض الآن أكثر أنواع الحلوى الجزائريّة شهرة وانتشاراً في دول المغرب العربي ،والتي انتقلت منه إلى الجزء الأوروبي المقابل من حوض البحر الأبيض المتوسط.و كذلك تعتبّرالحلويات الليبيّة من الحلويات المشهورة والتي انتشرت في أغلب الدول العربية، كونها تتميّز بلذتها وطعمها الشهي. أغلب أنواع الحلويات الليبية يدخل في تحضيرها السميد سواء الخشن أو الناعم، بالإضافة إلى التمر، هناك الكثير من أنواع وأشكال الحلويات الليبية، ولكن في هذا المقال سوف نقدّم لكم طرق تحضير ثلاثة أنواع منها والأكثر شهرة وهي كما يلي: حلى الدوبلة، وغريبة التمر، والمقروض الليبي،
| الحلوى                | دول تشتهر بها                                                   | صورة    | طريقة التحضير |
| --------------------- | --------------------------------------------------------------- | ------- | --- |
| مقروط اللوز           | الجزائر                                                         |         | يُطحن اللوز بشكل جيد حتى يصبح بودرة. يضاف اللوز المطحون، والسكر في وعاء كبير ويحركان جيداً باستخدام اليد حتى يتوزع السكر بالتساوي. يُضاف كل من البيض وقشر الليمون وماء الورد، تُعجن جميع المكونات أيضاً باستخدام اليد إلى أن تتكوّن عجينة لينة. تُشكل العجينة على شكل رولات ويتم تقطيع كل رول باستخدام سكين بشكل مائل لينتج قطع على شكل معين، ويكون طول كل قطعة ما يقارب ثلاث سنتيمتر. يُشعل الفرن على درجة حرارة 180 ويُترك لبضع دقائق حتى يسخن جيداً. تُرتب حبات مقروط اللوز في صينية فرن مرشوشة بقليل من الدقيق. تُدخل الصينية إلى الفرن بالطابق الأوسط لمدة عشر دقائق على نفس درجة حرارة الفرن 180 وتكون بذلك نضجت، بحيث إنّها تتماسك ولكن لا يتغير لونها. تُخرج الصينية من الفرد وتُترك جانباً حتى تبرد. تُغمس حبات مقروط اللوز في القطر. |
| السلو المغربي         | المغرب                                                          |         | نقلّي الطحين في مقلاة كبيرة، ونحرّك باستمرار حتى يتحمّر. نقلّي السمسم في مقلاة أخرى، بعد غسله وتنظيفه جيّداً، ثمّ نطحنه في المطحنة الكهربائيّة، ونتركه حتى يبرد ونضعه جانباً. نقلي اللوز في مقلاة أخرى حتى يتحمّر ونطحنه أيضاً كالسمسم. نحضر وعاء كبيراً ونخلط فيه الطحين والسكر، ثمّ نضيف اللوز، واليانسون، والقرفة، والمسكة العربية، والسمسم، والملح، ونخلط جيّداً. نذوّب الزبدة على النار، ثمّ نتركها لتفتر قليلاً ونبدأ بعدها بإضافتها إلى خليط الطحين. نعجن العجينة جيّداً، ويمكن إضافة القليل من الماء إن احتاجت ذلك، ونعجن حتى تتجانس المكوّنات معاً، ثمّ نضع الحلوى في طبق ونقدّمها باردةً، ونقدّمها مع القهوة المغربيّة، أو القهوة، أو الحليب حسب الرغبة. |
| مقروض                 | ليبيا. المغرب، الجزائر، تونس                                    |         | ينظف التمر من العيدان والنوى ويفرم في مفرمة اللحم. يرطب بقليل من الماء ثم يطهى في قليل من الزيت لمدة 5 دقائق. يرفع من على النار ويضاف إليه قليل من القرفة أو مبشور البرتقال. ينخل الطحين ويخلط مع السميد والسكر والمنياكة. يقدح الزيت ويسكب على الخليط وتخلط جيدا باليدين ويمكن إضافة قليل من السمسم. يؤخذ ربع المقدار ويخلط على حدة مع قليل من الماء الدافئ ويسبك جيدا. يفرد على شكل مستطيل فوق مرمرة أو طاولة نظيفة. توضع فوقه طبقة رفيعة من التمر المعصد ويلف بشكل اسطواني. تبطط وتقطع بالسكين قطعا صغيرة. تنقش بمنقاش خاص أو بحافة السكين لتزيين سطح القطعة. تتبع نفس الطريقة لباقي المقدار. ترص في طاجين وتزج في فرن متوسط الحرارة حتى تصفر. |
| طاجين الحلو           | الجزائر. المغرب. تونس                                           | لايوجد  | في وعاء للقلي نقوم بإضافة ملعقة السمن، ونقلّبها لتذوب وتسخن على نار متوسطة الحرارة. نقوم بإضافة البصل المفروم فرماً ناعماً ونقلّبه جيداً ليذبل ويصبح لونه ذهبياً. نقوم بإضافة اللحم إلى البصل وزيت ونقلبه ليتغير لونه ويختلط جيداً مع البصل ويتداخل به. نضيف الماء على اللحم والبصل ويفضّل أن يكون فاتراً، ونقوم بتغطية المكونات لينضج اللحم لمدة ساعة إلا ربع. بعد ذلك نقوم بإضافة مسحوق الزعفران وأعواد القرفة، ونترك المكونات مع بعضها البعض لمدّة عشر دقائق. نضيف الأراسيا والعنب المجفّف والسكر والفانيلا، ونترك الخليط مع بعضه البعض على النار ليتجانس لمدة تتراوح بين ربع ساعة إلى عشرين دقيقة، ومن ثمّ نرفع الخليط عن النار ونضعه جانباً ليبرد قليلاً، مع وضعه لاحقاً بطبق التقديم وتزيينه بالمكسرات اللذيذة. |
| كعك الورقة            | تونس                                                            | لا يوجد | يخلط الطحين والملح والزبدة في وعاء، وتعجن هذه المكوّنات مع إضافة الماء الدافىء، وتترك لترتاح جانباً. في وعاء آخر يخلط اللوز المطحون، والسكّر الناعم، وماء الورد حتّى تتكوّن عجينة متماسكة. تشكّل عجينة اللوز على شكل مستطيلات صغيرة، وذلك لاستخدامها كحشوة للعجينة الأولى. تفرد عجينة الطحين عل سطح مستوٍ، ويراعى وضع الزبدة حتى تمنع التصاق العجينة بالسطح. تشكّل العجينة على شكل مستطيلات، وتوضع بداخلها عجينة اللوز، وتشكّل بشكل الكعك. يغمر الكعك بماءٍ مغليّ للحفاظ على السطح الخارجي أملساً. يخبز الكعك على درجة حرارة 180 درجة لمدّة 25 دقيقة. |
| زلابية أو مشبك (حلوى) | تونس. الجزائر. العراق. سوريا. البحرين. عُمان. اليمن. فلسطين. مصر |         | في البداية ينبغي تحضير القطر ( شيرة )، وذلك عن طريق وضع كوب كبير من السكر وتذويبه في كوب كبير من الماء، مع الحرص على استخدام الكوب نفسه، ومن ثمّ وضعه على النار حتى يغلي، ليتم لاحقاً عصر القليل من قطرات الليمون عليه، ويترك على نار هادئة حتّى يتماسك ،ومن ثمّ نضعه جانباً إلى أن يبرد. في وعاء يتم وضع السكر، والخميرة، مع القليل من الماء الدافئ (بما يعادل ربع كوب ) ،ويتم مزج هذة المكونات جيّداً. بعد ذلك نقوم بنخل الدقيق جيّداً، ومن ثمّ إضافة الملح والدقيق المنخول على الوعاء، وإضافة الماء الدافئ كله، ويتم تحريك المكونات جيّداً، حتّى يتكوّن لدينا عجينة لزجة. يتم وضع العجينة في مكان دافئ ،وتركها لساعتين حتّى تخمر. يوضع الزيت النباتي في مقلاة كبيرة ويحمّى جيّداً، وذلك من خلال وضعه على درجة حرارة مرتفعة. يتم وضع العجينة اللزجة في كيس الحلويات الذي يشبه الشكل المخروطي في شكله، ومن ثمّ تشكّل دوائر من العجينة في الزيت، ويتم تركها في الزيت حتّى تَحمر. توضع حلوى الزلابية فوراً بعد قليها في الشيرة الباردة، ويتم تقديمها |
| القنيدلات             | الجزائر                                                         | لا يوجد | نخلط الدقيق والفانيلا والزيت والزبدة جيداً ثم نضيف ماء الزهر وكمية قليلة من الماء ونعجن حتى نحصل على عجينة متماسكة. نغطي العجينة كي لا تجف ونتركها ترتاح عشر دقائق. نخلط السكر واللوز والزبدة وبرش الليمون جيداً ثم نضيف ماء الزهر والفانيلا والبيض ونخلطهم. نفرد العجينة على سطح مرشوش بالدقيق ثم نقطهعا إلى دوائر ونضعها في قوالب صغيرة. نحشي العجينة بملعقة كبيرة من الحشوة ثم نرش عليها اللوز المطحون خشن. نضع الوقالب في الفرن على درجة حرارة 180 مئوية حتى تصبح ذهبية. نتركها تبرد ثم نقدمها. |
| قطايف جزائرية         | الجزائر                                                         |         | في البداية نقوم بخلط كل من المارغرين الذائب والفانيلا والسكر واللوز كلها مع بعضها ومن ثم نقوم بإضافة كمية من ماء الزهر ونقوم بمزجها حتى نحصل عليها بقوام متجانس ومن ثم نحضر وعاءً مناسباً مثل مقلاة مناسبة ومن ثم نقوم بطليها بالزبدة بشكل جيد ومن ثم نقوم بفرد حبة من القطايف في المقلاة المدهونة بالزبدة وبعد ذلك نقوم بفرد جزء من الحشوة على القطايف وبعد ذلك نعود لوضع طبقة أخرى من القطايف على الحشوة بعد ذلك نقوم بوضع كمية مناسبة من قطع الزبدة فوق قطعتي القطايف في المقلاة ومن ثم نتركها تطهو على النار الهادئة حتى تأخذ لوناً ذهبياً وبعد ذلك نقوم بقلب الخبزة إلى الوجه الآخر حتى تأخذ اللون الذهبي ولا بد من الحذر أثناء قلبها حتى تأخذ الشكل بصورة مناسبة بعد أن نتأكد من كونها أصبحت ذهبية من الجانبين نقوم بوضعها في القطر حتى تتشرب ونتركها تبرد ومن ثم نقوم بتزيينها بالفستق واللوز . |
| كعــــب الغزال        | المغرب                                                          | لايوجد  | نحضر أوّلاً الحشوة بخلط اللوز، والسكر، وماء الزهر في وعاء حتى يصبح الخليط ناعماً. نخلط الطحين، مع الملح، والزبدة، ثمّ نضيف البيضة ونخلط جيّداً، ومن ثمّ نضع الماء الدافئ، ونعجن العجينة عجناً خفيفاً، ثمّ نتركها لترتاح. بعد أن ترتاح العجينة، نفردها على طاولة مرشوشة بالطحين، ونفردها على شكلٍ دائري ثمّ نقسّمها على شكل مثلثات. نوزّع ملعقةً صغيرة من الحشوة على الأطراف العريضة لمثلثات العجينة التي سبق وقطعناها، ثمّ نلفّ كل المثلثات على شكل الكراوسون، ونكرّر العمليّة لكل المثلثات. نضع حلوى كعب الغزال في صينية للخبز، وذلك بعد رشها بالقليل من الطحين، ودهن الزبدة عليها. ندهن المثلثات ببيضة مخفوقة مع الحليب، ثمّ ندخلها إلى الفرن لنخبزها على درجة حرارة مئة وثمانين حتى تصبح ذهبية اللون، ثمّ نخرجها ونتركها لتبرد ثمّ نقدمها. |
| الصمصة                | تونس . الجزائر                                                  | لا يوجد | أول ما يتمّ إعداده هو تحضير القطر، وإليكم الطّريقة نحضر وعاء ونضع فيه كمية الماء ثم نضيف كمية السكر ونقوم بتحريكه جيداً حتى يذوب قليلاً، نقوم بوضعه على نار متوسطة حتى يغلي، ثم نضيف عصير الليمون ونحرك جيداً إلى أن يصبح القطر كثيفاً، والمدة التي يحتاجها حتى يجهز القطر مدة خمسة عشرة دقيقة فقط. الخطوة الثّانية نقوم بتحضير الحشوة حيث نحضر وعاء ونضع فيه كمية اللوز المفروم إلى قطع صغيرة، وأحياناً يتم سلقه حتى يستطيع كبار السّن مضغه، مع كمية اللوز يضاف أيضاً كمية الفستق الحلبي المطحون، ونقلب المكونات جيداً عند إضافة السّكر وكمية العطرشية ونخلط المكونات جيداً حتى تتماسك. بعد خلط المكونات وتحضير الحشوة نقوم بإحضار رقائق الجلاش، نقوم بفرش الجلاش ونقوم بقصها إلى قطع متساوية حتى يتم حشيها ولفها، ولكي نتحكم بمرونة الجلاش وأيضاً بالمحافظة على تماسكه أثناء القلي، يتم دهن أوراق الجلاش بالزّبدة على وجهي الورقة الواحدة، نقوم الآن بعملية الحشو حيث نفرد الورقة المدهونة ونضع ملعقة واحدة من الحشوة، ونقوم بلف الورقة من الجوانب على شكل مثلثات أو على شكل مربعات أو مستطيل حسب الشّكل الذي نريده، ثم نضغط على جوانب الحبة ونتأكد من تماسك أطرافها. نقوم الآن بقلي حبات الصّمصة، نحضر وعاء يوجد به كمية كافية من الزّيت يتم تركه حتى يغلي لمدة خمس دقائق، ثم نقوم بقلي الورق حتى يتحمر على الوجهين ويصبح لون الصّمصة أشقراً، ثمّ نضعها جانباً حتى ننتهي من القلي، يتم غمسها بالقطر مدة ثلاث دقائق، ثم يتم وضعها على طبق التّقديم ويرش على وجه الصّمصة الجلجلان أو الفستق الحلبي المطحون ويقدم للأكل. |

## الحلويات العراقية
تتعدّد أطباق الحلويّات العراقيّة التي يتميّز بها المطبخ العراقيّ، وخاصّة الزّلابية، ولقمة القاضي، وزنود السّت، والبقلاوة، والكنافة العراقيّة، والعرموط الداطلي، والكعك بالسّمسم العراقيّ، وغيرها الكثير من أصناف الحلويّات العراقيّة المشهورة.
| الحلوى  | دول تشتهر بها   | صورة | طريقة التحضير |
| ------- | --------------- | ---- | --- |
| الداطلي | العراق          |      | في بداية يتمّ تحضير الشيرة حيث نحضر وعاءً ونضع فيه الماء ونحرك السكر جيداً ويوضع على النار حتى يغلي، ونضيف عصير الليمون ومعقة الهيل، ونتركه يغلي حتى يصبح ثقيلاً ثم نترك الشيرة جانباً حتى تبرد. لكي نقوم بتحضير العجينة نحضر وعاء ونضع به كوبين الماء وملعقتي السكر وملعقتي الزيت ونغلي المكونات جيداً على النار، وبعد أن يغلي الماء نضيف الطحين بالتدريج مع التحريك حتى تصبح العجينة متماسكة القوام قليلاً وليست سائلة. بعد ذلك تسكب العجينة في صينية حتى تبرد، وبعد ذلك نقوم بتشكيل العجينة بالشكل الذي نريده إمّا على شكل أصابع أو دوائر بواسطة الملعقة. نقوم بتسخين زيت في المقلاة حتى نقلي عجينة الداطلي التي قمنا بتشكيلها، ويمكن القلي الآن بعد أن قمنا بغلي الزيت، ويخرج الداطلي من الزيت بعد أن يصبح لونه أشقراً أو ذهبياً ويوضع مباشرة في الشيرة الباردة لمدة ثلاث دقائق، وبعدها يتم وضعه في طبق التقديم |
| شكرلمة  | العراق          |      | نصف الهيل المطحون باستخدام مصفاة صغيرة، وذلك لأخذ الجزء الناعم جداً فقط منها، وذلك لأنّه إذا بقي الهيل كما هو يمكن أن ينتج شعيرات رفيعة منه أثناء تناول الشكرلمة وهو أمر غير مرغوب. نضيف في وعاء عميق كلّاً من: الدقيق، والزيت النباتي، والهيل، وسكر البودرة، وباستخدام اليد نعجن المزيج، ستتكون لدينا عجينة لينة متمسكة لا تحتاج إلى جهد في العجن. نأخذ كمية قليلة من العجينة وتكون بحجم كرات صغيرة ونكورها جيداً باستخدام اليدين، ومن ثم نضعها على سطح مستقيم ونضغط عليها بلطف باستخدام أطراف أصابع اليد. نغرس المكسرات في وسط كل عجينة بشكل مرتب فيمكن وضع بعض من مكسرات الفستق الحلبي بعد تقطيعها، أو يمكننا وضع أنصاف من مكسرات اللوز على كل حبة شكرلمة. ندهن صينية الفرن بقليل من الزيت النباتي باستخدام فرشاة الطبخ الخاصة بالزيت، ونرتب حبات الشكرلمة في الصينية بحيث لا تكون متراصة حتى لا يتأثر الشكل وتلتصق ببعضها. نشعل الفرن على درجة حرارة مئة وثمانين، ونتركه مدة ربع ساعة كي يسخن جيداً. نضع الصينية في الفرن في الطابق الثاني للفرن، ولا ننتظر كثيراً بل عند بدء تغير لون الشكرلمة تكون قد نضجت، أي لا ننتظر إلى أن تتحمر لأنّ طعمها لا يصبح لذيذاً إذا احمرت أكثر من اللازم، وأيضاً ستفقد حبات الشكرلمة الطراوة اللذيذة أثناء تناولها. نترك حبات الشكرلمة في الصينية ولا تُزال إلى حين أن تبرد جيداً، وإذا تم إزالتها وهي ساخنة ستتكسر الحبات لأنّها تكون غير متماسكة وهي ساخنة |
| كليجا   | العراق السعودية |      | أحضر وعاءً ثمّ قومي بتنخيل الدقيق، وأضيفي البيكنج باودر إليه، والحليب الناشف، أو المجفّف، ثمّ أضيفي القليل من الملح. ضع الخميرة داخل الوعاء الذي يحتوي على الماء الدافئ، ثمّ أضيفي السكّر، وحرّكي حتى تنشط الخميرة. أضيف الخميرة الممزوجة بالماء والسكر إلى الوعاء الّذي يحتوي على الطحين. أضيف السمنة أو زيت الذرة إلى وعاء الطحين، ثمّ أضيفي البيضة. ابدأ بتحريك المكوّنات مع بعضها البعض إلى أن تتجانس، ومن ثمّ اعجنيها إلى أن تصبح العجينة متماسكةً وفي الوقت نفسه ليّنة كي يسهل تشكيلها، أمّا إذا كانت العجينة قاسية يمكن إضافة القليل من الماء أو السمن. اترك العجينة لمدّة تصل إلى نصف ساعة كي تتخمّر وترتاح، وبعدها حضّري الحشوات التي ترغبين بها (تمّ ذكرها سابقاً). جهّز قوالب الكليجة الخشبية الخاصّة، ويجب أن تكون مختلفة الأشكال للتمييز بين الحشوات، ثمّ خذي مقداراً من العجينة يناسب حجم القالب، ثمّ ضع داخل العجينة بحجم ملعقة صغيرة إحدى الحشوات التي قمت بتجهيزها مسبقاً من الجوز، والفستق أو التمر، أو السمسم مع الهيل، أو جوز الهند بإضافة الهيل المطحون، ثمّ أغلقي العجينة على الحشوة، واجعليها على شكل كرة، ثم ضعها في القالب، واضغط عليها، وبعد ذلك اقلبي القالب فتخرج إليك القطعة مزخرفةً بنفس زخرفة القالب، وبعد ذلك ضعي الكليجة التي قمتِ بتجهيزها داخل الصينية، ثمّ اتركيها ترتاح لعدّة دقائق قبل الخبز. سخّن الفرن عند درجة حرارة 180، وثبّت الرف الشبكي في وسط الفرن، وجهّز صينية ذات حواف قصيرة، ثمّ ضعي داخلها من ورق الزبدة أو ادهنها بالقليل من السمن أو زيت الذرة، أو يمكن دهنها بالبيض. ضع صينيّة الكليجة العراقيّة داخل الفرن لمدّة تصل إلى 10 دقائق إلى أن يصبح قاع الكليجة مائلاً إلى اللون الذهبي، ويُفضّل تحمير الجهة العليا منه أيضاً. أخرج الكليجة من الفرن، وعندها تصبح جاهزةً، وإذا أردتِ رشّ عليها القليل من السكّر الناعم وهو ساخن، ثمّ اتركيه يبرد قليلاً، ثم رشّ مرّةً أخرى المزيد من السكر. ضع الكليجة العراقيّة بعدما أصبحت جاهزةً للتقديم في طبق التقديم، وعندما تبرد يمكن تناولها، كما يمكن تقديمها مع القهوة أو الشاي. |

## الحلويات المغربية

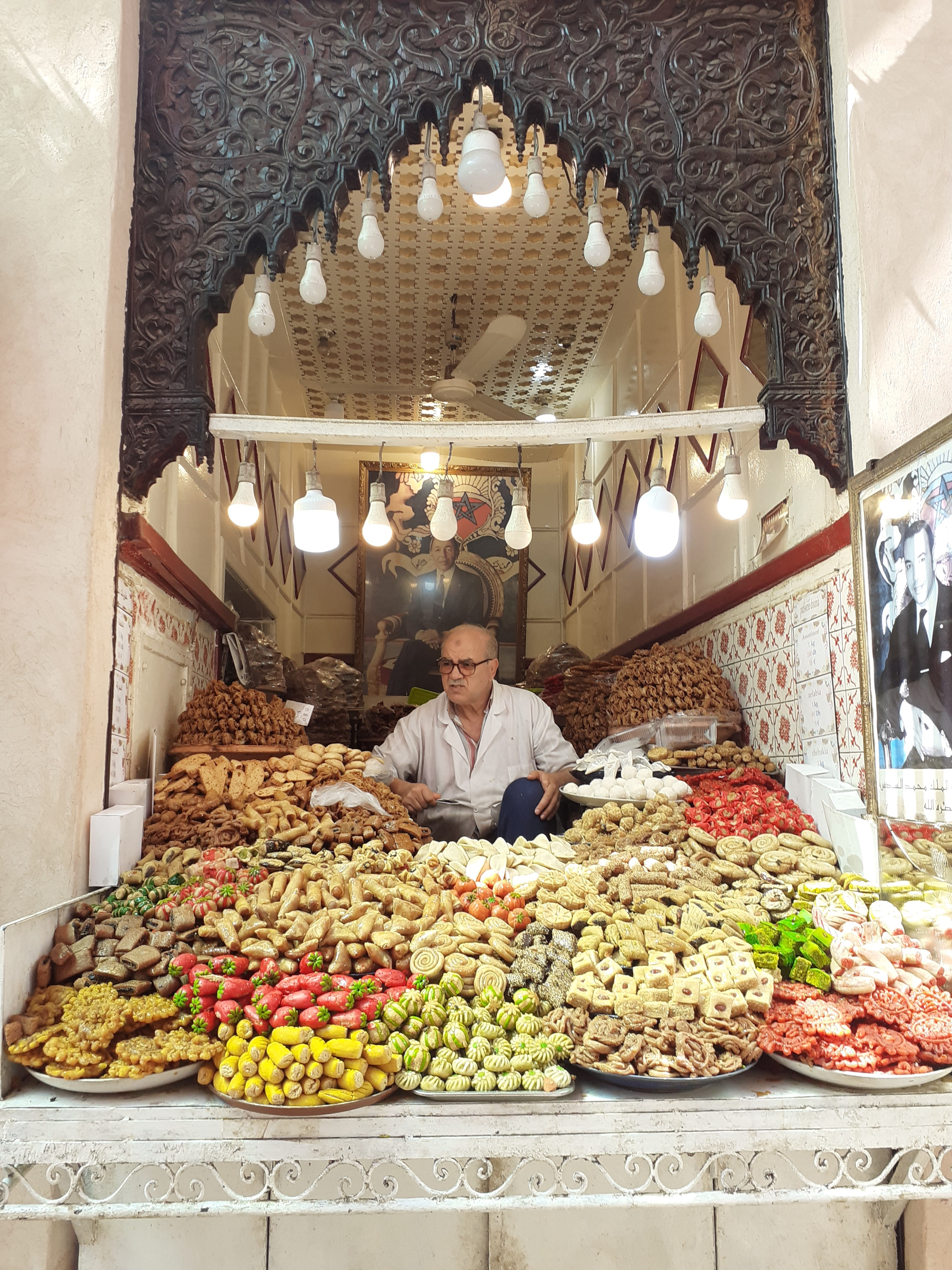
بائع حلويات مغربية في المدينة العتيقة بمراكش